# Наращённый трижды отсечённый икосаэдр
Наращённый три́жды отсечённый икоса́эдр — один из многогранников Джонсона (J64, по Залгаллеру — М7+М1).
Составлен из 10 граней: 7 правильных треугольников и 3 правильных пятиугольников. Каждая пятиугольная грань окружена двумя пятиугольными и тремя треугольными; среди треугольных 1 грань окружена тремя треугольными, 3 грани — двумя пятиугольными и треугольной, остальные 3 — пятиугольной и двумя треугольными.
Имеет 18 рёбер одинаковой длины. 3 ребра располагаются между двумя пятиугольными гранями, 6 рёбер — между двумя треугольными, остальные 9 — между треугольной и пятиугольной.
У наращённого трижды отсечённого икосаэдра 10 вершин. В 3 вершинах (расположенных как вершины правильного треугольника) сходятся одна пятиугольная грань и три треугольных; в 3 вершинах (расположенных как вершины другого правильного треугольника) сходятся две пятиугольных грани и одна треугольная; в 3 вершинах (расположенных как вершины третьего равностороннего треугольника) сходятся две пятиугольных грани и две треугольных; в 1 вершине сходятся три треугольных грани.
Наращённый трижды отсечённый икосаэдр можно получить из трижды отсечённого икосаэдра (J63), приложив к той его грани, что окружена только пятиугольными, правильный тетраэдр с такой же длиной ребра.

## Метрические характеристики
Если наращённый трижды отсечённый икосаэдр имеет ребро длины {\displaystyle a}, его площадь поверхности и объём выражаются как
{\displaystyle S={\frac {1}{4}}\left(7{\sqrt {3}}+3{\sqrt {25+10{\sqrt {5}}}}\right)a^{2}\approx 8{,}1925211a^{2},}
{\displaystyle V={\frac {1}{24}}\left(15+7{\sqrt {5}}+2{\sqrt {2}}\right)a^{3}\approx 1{,}3950376a^{3}.}